# Regionalwahl in Sardinien 2014
Die Regionalwahl in Sardinien 2014 fand am 16. Februar statt; der Regionalrat und der Präsident der Region wurden gleichzeitig gewählt.

## Wahlergebnis
| Kandidaten                                 | Kandidaten                | Stimmen | %    | Listen                       | Stimmen | %    | Mandate |
| ------------------------------------------ | ------------------------- | ------- | ---- | ---------------------------- | ------- | ---- | ------- |
|                                            | Francesco Pigliarugewählt | 313.513 | 42,5 | Partito Democratico          | 150.895 | 22,0 | 18      |
| Sinistra Ecologia Libertà                  | Francesco Pigliarugewählt | 313.513 | 42,5 | 35.898                       | 5,2     | 4    |         |
| Partito dei Sardi                          | Francesco Pigliarugewählt | 313.513 | 42,5 | 18.328                       | 2,7     | 2    |         |
| Rossomori                                  | Francesco Pigliarugewählt | 313.513 | 42,5 | 18.030                       | 2,6     | 2    |         |
| Centro Democratico                         | Francesco Pigliarugewählt | 313.513 | 42,5 | 14.580                       | 2,1     | 2    |         |
| Sinistra Sarda (PRC – PdCI)                | Francesco Pigliarugewählt | 313.513 | 42,5 | 14.393                       | 2,1     | 2    |         |
| Unione Popolare Cristiana                  | Francesco Pigliarugewählt | 313.513 | 42,5 | 11.773                       | 1,7     | 1    |         |
| Partito Socialista Italiano                | Francesco Pigliarugewählt | 313.513 | 42,5 | 9.531                        | 1,4     | 1    |         |
| Italia dei Valori – Verdi                  | Francesco Pigliarugewählt | 313.513 | 42,5 | 7.578                        | 1,1     | 1    |         |
| Indipendèntzia Repùbrica de Sardigna       | Francesco Pigliarugewählt | 313.513 | 42,5 | 5.635                        | 0,8     | 1    |         |
| La Base                                    | Francesco Pigliarugewählt | 313.513 | 42,5 | 4.931                        | 0,7     | 1    |         |
| ↳ Gesamt                                   | Francesco Pigliarugewählt | 313.513 | 42,5 | 291.572                      | 42,5    | 35   |         |
|                                            | Ugo Cappellacci           | 292.040 | 39,6 | Forza Italia                 | 126.831 | 18,5 | 10      |
| Unione di Centro                           | Ugo Cappellacci           | 292.040 | 39,6 | 52.093                       | 7,6     | 4    |         |
| Riformatori Sardi                          | Ugo Cappellacci           | 292.040 | 39,6 | 41.142                       | 6,0     | 3    |         |
| Partito Sardo d’Azione                     | Ugo Cappellacci           | 292.040 | 39,6 | 32.225                       | 4,7     | 3    |         |
| Fratelli d’Italia – Centrodestra Nazionale | Ugo Cappellacci           | 292.040 | 39,6 | 19.271                       | 2,8     | 1    |         |
| Unione dei Sardi                           | Ugo Cappellacci           | 292.040 | 39,6 | 17.751                       | 2,6     | 1    |         |
| Zona Franca – Lista Randaccio              | Ugo Cappellacci           | 292.040 | 39,6 | 11.209                       | 1,6     | 1    |         |
| Nicht gewählte Direktkandidat              | Ugo Cappellacci           | 292.040 | 39,6 | –                            | –       | 1    |         |
| ↳ Gesamt                                   | Ugo Cappellacci           | 292.040 | 39,6 | 300.522                      | 43,8    | 24   |         |
|                                            | Michela Murgia            | 76.155  | 10,3 | ProgReS                      | 18.842  | 2,7  | –       |
| Gentes                                     | Michela Murgia            | 76.155  | 10,3 | 15.315                       | 2,2     | –    |         |
| Comunidades                                | Michela Murgia            | 76.155  | 10,3 | 12.196                       | 1,8     | –    |         |
| ↳ Gesamt                                   | Michela Murgia            | 76.155  | 10,3 | 46.353                       | 6,8     | –    |         |
|                                            | Mauro Pili                | 42.858  | 5,8  | Unidos                       | 19.771  | 2,9  | –       |
| Mauro Pili Presidente                      | Mauro Pili                | 42.858  | 5,8  | 11.515                       | 1,7     | –    |         |
| Fortza Paris – Azione Popolare Sarda       | Mauro Pili                | 42.858  | 5,8  | 5.359                        | 0,8     | –    |         |
| Soberania                                  | Mauro Pili                | 42.858  | 5,8  | 1.251                        | 0,2     | –    |         |
| ↳ Gesamt                                   | Mauro Pili                | 42.858  | 5,8  | 37.896                       | 5,5     | –    |         |
|                                            | Pierfranco Devias         | 7.658   | 1,0  | Fronte Indipendentista Unidu | 4.833   | 0,7  | –       |
|                                            | Luigi Amedeo Sanna        | 5.903   | 0,8  | Movimento Zona Franca        | 5.127   | 0,7  | –       |
| Gesamt                                     | Gesamt                    | 738.127 | 100  |                              | 686.303 | 100  | 59      |